# Stelis hammelii
Stelis hammelii är en orkidéart som beskrevs av Carlyle August Luer. Stelis hammelii ingår i släktet Stelis och familjen orkidéer. Inga underarter finns listade i Catalogue of Life.